# أنطون جوهانسون
أنطون جوهانسون (بالسويدية: Anton Johanson)‏ هو لاعب كرة قدم ومدرب كرة قدم سويدي، ولد في 28 يناير 1877 في  في السويد، وتوفي في 24 ديسمبر 1952 في السويد. لعب مع رفاق ستوكهولم ‏.